# Kanton Saint-Martin-de-Seignanx
Saint-Martin-de-Seignanx is een voormalig kanton van het Franse departement Landes. Het kanton maakte deel uit van het arrondissement Dax. Het is vervangen door het kanton Seignanx met dezelfde gemeenten.

## Gemeenten
Het kanton Saint-Martin-de-Seignanx omvatte de volgende gemeenten:
- Biarrotte
- Biaudos
- Ondres
- Saint-André-de-Seignanx
- Saint-Barthélemy
- Saint-Laurent-de-Gosse
- Saint-Martin-de-Seignanx (hoofdplaats)
- Tarnos